# WTA Premier Mandatory en 2017
Esta es la novena edición de la aparición de los Torneos WTA Premier Mandatory, los cuales son los considerados torneos Masters 1000 Femeninos debido a que igual que los ya mencionados Masters 1000 reparten un total de 1000 puntos para la Campeona, los cuales se iniciaron a disputar y distribuir a partir del 2009.

## Torneos
| Evento            | País           | Ubicación    | Sede actual                                  | Disputado desde | Superficie        |
| ----------------- | -------------- | ------------ | -------------------------------------------- | --------------- | ----------------- |
| BNP Paribas Open  | Estados Unidos | Indian Wells | Indian Wells Tennis Garden                   | 1987            | Dura              |
| Sony Open Tennis  | Estados Unidos | Miami        | Tennis Center en Crandon Park                | 1987            | Dura              |
| Mutua Madrid Open | España         | Madrid       | Caja Mágica                                  | 2002            | Polvo de ladrillo |
| China Open        | China          | Pekín        | Centro de Tenis del Parque Olímpico de Pekín | 2004            | Dura              |

## Resultados
| Torneo       | Campeona en individuales | Finalista           | Marcador           | Campeonas en dobles          | Finalistas                        | Marcador      |
| ------------ | ------------------------ | ------------------- | ------------------ | ---------------------------- | --------------------------------- | ------------- |
| Indian Wells | Yelena Vesniná           | Svetlana Kuznetsova | 6-7(6-7), 7-5, 6-4 | Yung-Jan Chan Martina Hingis | Lucie Hradecká Kateřina Siniaková | 7-6(7-4), 6-2 |
| Miami        | Johanna Konta            | Caroline Wozniacki  | 6-4, 6-3           | Gabriela Dabrowski Xu Yifan  | Sania Mirza Barbora Strýcová      | 6-4, 6-3      |
| Madrid       | Simona Halep             | Kristina Mladenovic | 7-5, 6-7(5-7), 6-2 | Yung-Jan Chan Martina Hingis | Tímea Babos Andrea Hlaváčková     | 6-4, 6-3      |
| Pekín        | Caroline Garcia          | Simona Halep        | 6-4, 7-6(7-3)      | Yung-Jan Chan Martina Hingis | Tímea Babos Andrea Hlaváčková     | 6-1, 6-4      |

## Desarrollo de los torneos

### Claves
| - Q = Clasificado/a (Qualifier) - WC = Invitación (Wild Card) - LL = Perdedor/a afortunado/a (Lucky Loser) - Alt = Suplente (Alternate) | - SE = Exención especial (Special Exempt) - PR = Ranking protegido (Protected Ranking) - s = Partido suspendido (Suspended) | - r = Retirado/a (Retired) - w/o = No presentación (Walkover) - d = Descalificado/a (Defaulted) |

### Indian Wells
| Nombre del torneo   | BNP Paribas Open                         |
| Fecha               | 6 de marzo – 13 de marzo                 |
| Superficie          | Dura                                     |
| Ubicación           | Indian Wells, California, Estados Unidos |
| Premios en efectivo | $5,185,625.00                            |

#### Individuales
|  | Cuartos de final | Cuartos de final          | Cuartos de final | Cuartos de final    | Cuartos de final |   |                   | Semifinales         | Semifinales | Semifinales | Semifinales | Semifinales |   |                     | Final | Final | Final | Final | Final |  |
|  |                  |                           |                  |                     |                  |   |                   |                     |             |             |             |             |   |                     |       |       |       |       |       |  |
|  |                  |                           |                  |                     |                  |   |                   |                     |             |             |             |             |   |                     |       |       |       |       |       |  |
|  | 3                | Karolína Plíšková         | 7                | 7                   |                  |   |                   |                     |             |             |             |             |   |                     |       |       |       |       |       |  |
|  | 3                | Karolína Plíšková         | 7                | 7                   |                  |   |                   |                     |             |             |             |             |   |                     |       |       |       |       |       |  |
|  | 7                | Garbiñe Muguruza          | 6                | 6                   |                  |   |                   |                     |             |             |             |             |   |                     |       |       |       |       |       |  |
|  | 7                | Garbiñe Muguruza          | 6                | 6                   |                  | 3 | Karolína Plíšková | 6                   | 6           |             |             |             |   |                     |       |       |       |       |       |  |
|  |                  |                           |                  |                     |                  | 3 | Karolína Plíšková | 6                   | 6           |             |             |             |   |                     |       |       |       |       |       |  |
|  |                  |                           | 8                | Svetlana Kuznetsova | 7                | 7 |                   |                     |             |             |             |             |   |                     |       |       |       |       |       |  |
|  | 19               | Anastasiya Pavliuchenkova | 8                | Svetlana Kuznetsova | 7                | 7 | 3                 | 2                   |             |             |             |             |   |                     |       |       |       |       |       |  |
|  | 19               | Anastasiya Pavliuchenkova |                  |                     |                  |   |                   |                     |             |             |             |             |   |                     |       |       |       |       |       |  |
|  | 8                | Svetlana Kuznetsova       | 6                | 6                   |                  |   |                   |                     |             |             |             |             |   |                     |       |       |       |       |       |  |
|  | 8                | Svetlana Kuznetsova       | 6                | 6                   |                  |   |                   |                     |             |             |             |             | 8 | Svetlana Kuznetsova | 7     | 5     | 4     |       |       |  |
|  |                  |                           |                  |                     |                  |   |                   |                     |             |             |             |             | 8 | Svetlana Kuznetsova | 7     | 5     | 4     |       |       |  |
|  |                  |                           | 14               | Yelena Vesniná      | 6                | 7 | 6                 |                     |             |             |             |             |   |                     |       |       |       |       |       |  |
|  | 13               | Caroline Wozniacki        | 14               | Yelena Vesniná      | 6                | 7 | 6                 | 6                   | 6           | 2           |             |             |   |                     |       |       |       |       |       |  |
|  | 13               | Caroline Wozniacki        |                  |                     |                  |   |                   |                     |             | 2           |             |             |   |                     |       |       |       |       |       |  |
|  | 28               | Kristina Mladenovic       | 3                | 7                   | 6                |   |                   |                     |             |             |             |             |   |                     |       |       |       |       |       |  |
|  | 28               | Kristina Mladenovic       | 3                | 7                   | 6                |   | 28                | Kristina Mladenovic | 3           | 4           |             |             |   |                     |       |       |       |       |       |  |
|  |                  |                           |                  |                     |                  |   | 28                | Kristina Mladenovic | 3           | 4           |             |             |   |                     |       |       |       |       |       |  |
|  |                  |                           | 14               | Yelena Vesniná      | 6                | 6 |                   |                     |             |             |             |             |   |                     |       |       |       |       |       |  |
|  | 12               | Venus Williams            | 14               | Yelena Vesniná      | 6                | 6 | 2                 | 6                   | 3           |             |             |             |   |                     |       |       |       |       |       |  |
|  | 12               | Venus Williams            |                  |                     |                  |   |                   |                     |             |             |             |             |   |                     |       |       |       |       |       |  |
|  | 14               | Yelena Vesniná            | 6                | 4                   | 6                |   |                   |                     |             |             |             |             |   |                     |       |       |       |       |       |  |
|  | 14               | Yelena Vesniná            | 6                | 4                   | 6                |   |                   |                     |             |             |             |             |   |                     |       |       |       |       |       |  |
|  |                  |                           |                  |                     |                  |   |                   |                     |             |             |             |             |   |                     |       |       |       |       |       |  |

#### Dobles
|  | Semifinales | Semifinales                          | Semifinales | Semifinales                       | Semifinales |   |                              | Final | Final | Final | Final | Final |  |
|  |             |                                      |             |                                   |             |   |                              |       |       |       |       |       |  |
|  |             |                                      |             |                                   |             |   |                              |       |       |       |       |       |  |
|  | 1           | Bethanie Mattek-Sands Lucie Šafářová | 6           | 5                                 |             |   |                              |       |       |       |       |       |  |
|  | 1           | Bethanie Mattek-Sands Lucie Šafářová | 6           | 5                                 |             |   |                              |       |       |       |       |       |  |
|  | 6           | Yung-Jan Chan Martina Hingis         | 7           | 7                                 |             |   |                              |       |       |       |       |       |  |
|  | 6           | Yung-Jan Chan Martina Hingis         | 7           | 7                                 |             | 6 | Yung-Jan Chan Martina Hingis | 7     | 6     |       |       |       |  |
|  |             |                                      |             |                                   |             | 6 | Yung-Jan Chan Martina Hingis | 7     | 6     |       |       |       |  |
|  |             |                                      |             | Lucie Hradecká Kateřina Siniaková | 6           | 2 |                              |       |       |       |       |       |  |
|  |             | Lucie Hradecká Kateřina Siniaková    | 6           | Lucie Hradecká Kateřina Siniaková | 6           | 2 | 6                            |       |       |       |       |       |  |
|  |             | Lucie Hradecká Kateřina Siniaková    | 6           |                                   |             |   | 6                            |       |       |       |       |       |  |
|  | 2           | Yekaterina Makarova Yelena Vesnina   | 3           | 3                                 |             |   |                              |       |       |       |       |       |  |
|  | 2           | Yekaterina Makarova Yelena Vesnina   | 3           | 3                                 |             |   |                              |       |       |       |       |       |  |
|  |             |                                      |             |                                   |             |   |                              |       |       |       |       |       |  |

### Miami
| Nombre del torneo   | Miami Open presented by Itaú   |
| Fecha               | 20 de marzo – 27 de marzo      |
| Superficie          | Dura                           |
| Ubicación           | Miami, Florida, Estados Unidos |
| Premios en efectivo | $5,185,625.00                  |

#### Individuales
|  | Cuartos de final | Cuartos de final     | Cuartos de final | Cuartos de final   | Cuartos de final |                    |                | Semifinales | Semifinales | Semifinales | Semifinales | Semifinales |  |    | Final         | Final | Final | Final | Final |  |
|  |                  |                      |                  |                    |                  |                    |                |             |             |             |             |             |  |    |               |       |       |       |       |  |
|  |                  |                      |                  |                    |                  |                    |                |             |             |             |             |             |  |    |               |       |       |       |       |  |
|  | 1                | Angelique Kerber     | 5                | 3                  |                  |                    |                |             |             |             |             |             |  |    |               |       |       |       |       |  |
|  | 1                | Angelique Kerber     | 5                | 3                  |                  |                    |                |             |             |             |             |             |  |    |               |       |       |       |       |  |
|  | 11               | Venus Williams       | 7                | 6                  |                  |                    |                |             |             |             |             |             |  |    |               |       |       |       |       |  |
|  | 11               | Venus Williams       | 7                | 6                  |                  | 11                 | Venus Williams | 4           | 5           |             |             |             |  |    |               |       |       |       |       |  |
|  |                  |                      |                  |                    |                  | 11                 | Venus Williams | 4           | 5           |             |             |             |  |    |               |       |       |       |       |  |
|  |                  |                      | 10               | Johanna Konta      | 6                | 7                  |                |             |             |             |             |             |  |    |               |       |       |       |       |  |
|  | 3                | Simona Halep         | 10               | Johanna Konta      | 6                | 7                  | 6              | 6           | 2           |             |             |             |  |    |               |       |       |       |       |  |
|  | 3                | Simona Halep         |                  |                    |                  |                    |                |             |             |             |             |             |  |    |               |       |       |       |       |  |
|  | 10               | Johanna Konta        | 3                | 7                  | 6                |                    |                |             |             |             |             |             |  |    |               |       |       |       |       |  |
|  | 10               | Johanna Konta        | 3                | 7                  | 6                |                    |                |             |             |             |             |             |  | 10 | Johanna Konta | 6     | 6     |       |       |  |
|  |                  |                      |                  |                    |                  |                    |                |             |             |             |             |             |  | 10 | Johanna Konta | 6     | 6     |       |       |  |
|  |                  |                      | 12               | Caroline Wozniacki | 4                | 3                  |                |             |             |             |             |             |  |    |               |       |       |       |       |  |
|  | 12               | Caroline Wozniacki   | 12               | Caroline Wozniacki | 4                | 3                  | 6              | 6           |             |             |             |             |  |    |               |       |       |       |       |  |
|  | 12               | Caroline Wozniacki   |                  |                    |                  |                    |                |             |             |             |             |             |  |    |               |       |       |       |       |  |
|  |                  | Lucie Šafářová       | 4                | 3                  |                  |                    |                |             |             |             |             |             |  |    |               |       |       |       |       |  |
|  |                  | Lucie Šafářová       | 4                | 3                  | 12               | Caroline Wozniacki | 5              | 6           | 6           |             |             |             |  |    |               |       |       |       |       |  |
|  |                  |                      |                  |                    |                  | Caroline Wozniacki | 5              | 6           | 6           |             |             |             |  |    |               |       |       |       |       |  |
|  |                  |                      | 2                | Karolína Plíšková  | 7                | 1                  | 1              |             |             |             |             |             |  |    |               |       |       |       |       |  |
|  | 26               | Mirjana Lučić-Baroni | 2                | Karolína Plíšková  | 7                | 1                  | 1              | 3           | 4           |             |             |             |  |    |               |       |       |       |       |  |
|  | 26               | Mirjana Lučić-Baroni |                  |                    |                  |                    |                |             |             |             |             |             |  |    |               |       |       |       |       |  |
|  | 2                | Karolína Plíšková    | 6                | 6                  |                  |                    |                |             |             |             |             |             |  |    |               |       |       |       |       |  |
|  | 2                | Karolína Plíšková    | 6                | 6                  |                  |                    |                |             |             |             |             |             |  |    |               |       |       |       |       |  |
|  |                  |                      |                  |                    |                  |                    |                |             |             |             |             |             |  |    |               |       |       |       |       |  |

#### Dobles
|  | Semifinales | Semifinales                  | Semifinales | Semifinales                 | Semifinales |   |   | Final                        | Final | Final | Final | Final |  |
|  |             |                              |             |                             |             |   |   |                              |       |       |       |       |  |
|  |             |                              |             |                             |             |   |   |                              |       |       |       |       |  |
|  | 5           | Yung-Jan Chan Martina Hingis | 7           | 1                           | [4]         |   |   |                              |       |       |       |       |  |
|  | 5           | Yung-Jan Chan Martina Hingis | 7           | 1                           | [4]         |   |   |                              |       |       |       |       |  |
|  | 3           | Sania Mirza Barbora Strýcová | 6           | 6                           | [10]        |   |   |                              |       |       |       |       |  |
|  | 3           | Sania Mirza Barbora Strýcová | 6           | 6                           | [10]        |   | 3 | Sania Mirza Barbora Strýcová | 4     | 3     |       |       |  |
|  |             |                              |             |                             |             |   | 3 | Sania Mirza Barbora Strýcová | 4     | 3     |       |       |  |
|  |             |                              |             | Gabriela Dabrowski Xu Yifan | 6           | 6 |   |                              |       |       |       |       |  |
|  | 4           | Andrea Hlaváčková Shuai Peng | 5           | Gabriela Dabrowski Xu Yifan | 6           | 6 | 7 | [7]                          |       |       |       |       |  |
|  | 4           | Andrea Hlaváčková Shuai Peng | 5           |                             |             |   | 7 | [7]                          |       |       |       |       |  |
|  |             | Gabriela Dabrowski Xu Yifan  | 7           | 5                           | [10]        |   |   |                              |       |       |       |       |  |
|  |             | Gabriela Dabrowski Xu Yifan  | 7           | 5                           | [10]        |   |   |                              |       |       |       |       |  |
|  |             |                              |             |                             |             |   |   |                              |       |       |       |       |  |

### Madrid
| Nombre del torneo   | Mutua Madrid Open      |
| Fecha               | 8 de mayo – 14 de mayo |
| Superficie          | Tierra batida          |
| Ubicación           | Madrid, España         |
| Premios en efectivo |                        |

#### Individuales
|  | Cuartos de final | Cuartos de final     | Cuartos de final | Cuartos de final     | Cuartos de final |   |                     | Semifinales | Semifinales | Semifinales | Semifinales | Semifinales |    |                     | Final | Final | Final | Final | Final |  |
|  |                  |                      |                  |                      |                  |   |                     |             |             |             |             |             |    |                     |       |       |       |       |       |  |
|  |                  |                      |                  |                      |                  |   |                     |             |             |             |             |             |    |                     |       |       |       |       |       |  |
|  |                  | Eugénie Bouchard     | 4                | 0                    |                  |   |                     |             |             |             |             |             |    |                     |       |       |       |       |       |  |
|  |                  |                      |                  |                      |                  |   |                     |             |             |             |             |             |    |                     |       |       |       |       |       |  |
|  | 8                | Svetlana Kuznetsova  | 6                | 6                    |                  |   |                     |             |             |             |             |             |    |                     |       |       |       |       |       |  |
|  | 8                | Svetlana Kuznetsova  | 6                | 6                    |                  | 8 | Svetlana Kuznetsova | 4           | 6           |             |             |             |    |                     |       |       |       |       |       |  |
|  |                  |                      |                  |                      |                  | 8 | Svetlana Kuznetsova | 4           | 6           |             |             |             |    |                     |       |       |       |       |       |  |
|  |                  |                      | 14               | Kristina Mladenovic  | 6                | 7 |                     |             |             |             |             |             |    |                     |       |       |       |       |       |  |
|  | 14               | Kristina Mladenovic  | 14               | Kristina Mladenovic  | 6                | 7 | 6                   | 6           |             |             |             |             |    |                     |       |       |       |       |       |  |
|  | 14               | Kristina Mladenovic  |                  |                      |                  |   |                     |             |             |             |             |             |    |                     |       |       |       |       |       |  |
|  | WC               | Sorana Cîrstea       | 4                | 4                    |                  |   |                     |             |             |             |             |             |    |                     |       |       |       |       |       |  |
|  | WC               | Sorana Cîrstea       | 4                | 4                    |                  |   |                     |             |             |             |             |             | 14 | Kristina Mladenovic | 5     | 7     | 2     |       |       |  |
|  |                  |                      |                  |                      |                  |   |                     |             |             |             |             |             | 14 | Kristina Mladenovic | 5     | 7     | 2     |       |       |  |
|  |                  |                      | 3                | Simona Halep         | 7                | 6 | 6                   |             |             |             |             |             |    |                     |       |       |       |       |       |  |
|  |                  | Coco Vandeweghe      | 3                | Simona Halep         | 7                | 6 | 6                   | 1           | 1           |             |             |             |    |                     |       |       |       |       |       |  |
|  |                  |                      |                  |                      |                  |   |                     | 1           | 1           |             |             |             |    |                     |       |       |       |       |       |  |
|  | 3                | Simona Halep         | 6                | 6                    |                  |   |                     |             |             |             |             |             |    |                     |       |       |       |       |       |  |
|  | 3                | Simona Halep         | 6                | 6                    |                  | 3 | Simona Halep        | 6           | 6           |             |             |             |    |                     |       |       |       |       |       |  |
|  |                  |                      |                  |                      |                  | 3 | Simona Halep        | 6           | 6           |             |             |             |    |                     |       |       |       |       |       |  |
|  |                  |                      |                  | Anastasija Sevastova | 2                | 3 |                     |             |             |             |             |             |    |                     |       |       |       |       |       |  |
|  |                  | Kiki Bertens         | 3                | Anastasija Sevastova | 2                | 3 | 3                   |             |             |             |             |             |    |                     |       |       |       |       |       |  |
|  |                  |                      |                  |                      |                  |   |                     |             |             |             |             |             |    |                     |       |       |       |       |       |  |
|  |                  | Anastasija Sevastova | 6                | 6                    |                  |   |                     |             |             |             |             |             |    |                     |       |       |       |       |       |  |
|  |                  |                      |                  |                      |                  |   |                     |             |             |             |             |             |    |                     |       |       |       |       |       |  |
|  |                  |                      |                  |                      |                  |   |                     |             |             |             |             |             |    |                     |       |       |       |       |       |  |

#### Dobles
|  | Semifinales | Semifinales                     | Semifinales | Semifinales                  | Semifinales |                               |   | Final | Final | Final | Final | Final |  |
|  |             |                                 |             |                              |             |                               |   |       |       |       |       |       |  |
|  |             |                                 |             |                              |             |                               |   |       |       |       |       |       |  |
|  | 5           | Tímea Babos Andrea Hlaváčková   | 6           | 6                            |             |                               |   |       |       |       |       |       |  |
|  | 5           | Tímea Babos Andrea Hlaváčková   | 6           | 6                            |             |                               |   |       |       |       |       |       |  |
|  |             | Irina-Camelia Begu Simona Halep | 4           | 2                            |             |                               |   |       |       |       |       |       |  |
|  |             | Irina-Camelia Begu Simona Halep | 4           | 2                            | 5           | Tímea Babos Andrea Hlaváčková | 4 | 3     |       |       |       |       |  |
|  |             |                                 |             |                              |             | Tímea Babos Andrea Hlaváčková | 4 | 3     |       |       |       |       |  |
|  |             |                                 | 3           | Yung-Jan Chan Martina Hingis | 6           | 6                             |   |       |       |       |       |       |  |
|  | 3           | Yung-Jan Chan Martina Hingis    | 3           | Yung-Jan Chan Martina Hingis | 6           | 6                             | 6 | 6     |       |       |       |       |  |
|  | 3           | Yung-Jan Chan Martina Hingis    |             |                              |             |                               | 6 | 6     |       |       |       |       |  |
|  | WC          | Arantxa Parra Silvia Soler      | 3           | 2                            |             |                               |   |       |       |       |       |       |  |
|  | WC          | Arantxa Parra Silvia Soler      | 3           | 2                            |             |                               |   |       |       |       |       |       |  |
|  |             |                                 |             |                              |             |                               |   |       |       |       |       |       |  |

### Pekín
| Nombre del torneo   | China Open                  |
| Fecha               | 2 de octubre – 8 de octubre |
| Superficie          | Dura                        |
| Ubicación           | Pekín, China                |
| Premios en efectivo |                             |

#### Individuales
|  | Cuartos de final | Cuartos de final | Cuartos de final | Cuartos de final | Cuartos de final |                  |               | Semifinales | Semifinales | Semifinales     | Semifinales | Semifinales |  |  | Final | Final | Final | Final | Final |  |
|  |                  |                  |                  |                  |                  |                  |               |             |             |                 |             |             |  |  |       |       |       |       |       |  |
|  |                  |                  |                  |                  |                  |                  |               |             |             |                 |             |             |  |  |       |       |       |       |       |  |
|  |                  | Barbora Strýcová | 3                | 4                |                  |                  |               |             |             |                 |             |             |  |  |       |       |       |       |       |  |
|  |                  |                  |                  |                  |                  |                  |               |             |             |                 |             |             |  |  |       |       |       |       |       |  |
|  | 12               | Petra Kvitová    | 6                | 6                |                  |                  |               |             |             |                 |             |             |  |  |       |       |       |       |       |  |
|  | 12               | Petra Kvitová    | 6                | 6                |                  | 12               | Petra Kvitová | 3           | 5           |                 |             |             |  |  |       |       |       |       |       |  |
|  |                  |                  |                  |                  |                  | 12               | Petra Kvitová | 3           | 5           |                 |             |             |  |  |       |       |       |       |       |  |
|  |                  |                  |                  | Caroline Garcia  | 6                | 7                |               |             |             |                 |             |             |  |  |       |       |       |       |       |  |
|  | 3                | Elina Svitolina  | 7                | Caroline Garcia  | 6                | 7                | 5             | 6           |             |                 |             |             |  |  |       |       |       |       |       |  |
|  | 3                | Elina Svitolina  | 7                |                  |                  |                  |               |             |             |                 |             |             |  |  |       |       |       |       |       |  |
|  |                  | Caroline Garcia  | 6                | 7                | 7                |                  |               |             |             |                 |             |             |  |  |       |       |       |       |       |  |
|  |                  |                  |                  |                  |                  |                  |               |             |             | Caroline Garcia | 6           | 7           |  |  |       |       |       |       |       |  |
|  |                  |                  |                  |                  |                  |                  |               |             |             |                 |             |             |  |  |       |       |       |       |       |  |
|  |                  |                  | 2                | Simona Halep     | 4                | 6                |               |             |             |                 |             |             |  |  |       |       |       |       |       |  |
|  | 9                | Jeļena Ostapenko | 2                | Simona Halep     | 4                | 6                | 6             | 6           |             |                 |             |             |  |  |       |       |       |       |       |  |
|  | 9                | Jeļena Ostapenko |                  |                  |                  |                  |               |             |             |                 |             |             |  |  |       |       |       |       |       |  |
|  |                  | Sorana Cîrstea   | 4                | 4                |                  |                  |               |             |             |                 |             |             |  |  |       |       |       |       |       |  |
|  |                  | Sorana Cîrstea   | 4                | 4                | 9                | Jeļena Ostapenko | 2             | 4           |             |                 |             |             |  |  |       |       |       |       |       |  |
|  |                  |                  |                  |                  |                  | Jeļena Ostapenko | 2             | 4           |             |                 |             |             |  |  |       |       |       |       |       |  |
|  |                  |                  | 2                | Simona Halep     | 6                | 6                |               |             |             |                 |             |             |  |  |       |       |       |       |       |  |
|  |                  | Daria Kasátkina  | 2                | Simona Halep     | 6                | 6                | 2             | 1           |             |                 |             |             |  |  |       |       |       |       |       |  |
|  |                  |                  |                  |                  |                  |                  |               | 1           |             |                 |             |             |  |  |       |       |       |       |       |  |
|  | 2                | Simona Halep     | 6                | 6                |                  |                  |               |             |             |                 |             |             |  |  |       |       |       |       |       |  |
|  | 2                | Simona Halep     | 6                | 6                |                  |                  |               |             |             |                 |             |             |  |  |       |       |       |       |       |  |
|  |                  |                  |                  |                  |                  |                  |               |             |             |                 |             |             |  |  |       |       |       |       |       |  |

#### Dobles
|  | Semifinales | Semifinales                        | Semifinales | Semifinales                   | Semifinales |   |   | Final                        | Final | Final | Final | Final |  |
|  |             |                                    |             |                               |             |   |   |                              |       |       |       |       |  |
|  |             |                                    |             |                               |             |   |   |                              |       |       |       |       |  |
|  | 1           | Yung-Jan Chan Martina Hingis       | 2           | 6                             | [10]        |   |   |                              |       |       |       |       |  |
|  | 1           | Yung-Jan Chan Martina Hingis       | 2           | 6                             | [10]        |   |   |                              |       |       |       |       |  |
|  | 3           | Sania Mirza Shuai Peng             | 6           | 1                             | [5]         |   |   |                              |       |       |       |       |  |
|  | 3           | Sania Mirza Shuai Peng             | 6           | 1                             | [5]         |   | 1 | Yung-Jan Chan Martina Hingis | 6     | 6     |       |       |  |
|  |             |                                    |             |                               |             |   | 1 | Yung-Jan Chan Martina Hingis | 6     | 6     |       |       |  |
|  |             |                                    | 4           | Tímea Babos Andrea Hlaváčková | 1           | 4 |   |                              |       |       |       |       |  |
|  | 4           | Tímea Babos Andrea Hlaváčková      | 4           | Tímea Babos Andrea Hlaváčková | 1           | 4 | 7 | 6                            | [10]  |       |       |       |  |
|  | 4           | Tímea Babos Andrea Hlaváčková      |             |                               |             |   | 7 | 6                            | [10]  |       |       |       |  |
|  | 2           | Yekaterina Makarova Yelena Vesnina | 5           | 7                             | [8]         |   |   |                              |       |       |       |       |  |
|  | 2           | Yekaterina Makarova Yelena Vesnina | 5           | 7                             | [8]         |   |   |                              |       |       |       |       |  |
|  |             |                                    |             |                               |             |   |   |                              |       |       |       |       |  |

## ATP World Tour
El ATP World Tour 2017 es el circuito de la élite mundial del tenis profesional organizado por la Asociación de Tenistas Profesionales (ATP) para la temporada 2017. El calendario del ATP World Tour está comprendido por los 4 Torneos de Grand Slam (supervisado por la Federación Internacional de Tenis (ITF)), los Torneos que comprenden el ATP World Tour Masters 1000, el ATP World Tour 500, el ATP World Tour 250 series, la Copa Davis (organizado por la ITF) y el ATP World Tour Finals. También está incluido en el calendario del 2017 la Copa Hopman, que es organizada por la ITF.

### ATP World Tour Masters 1000
El ATP World Tour Masters 1000 fue un conjunto de 9 torneos de tenis que forman parte del tour de la Asociación de Tenistas Profesionales (ATP), celebrados anualmente a través de todo el año en Europa, Norte América y Asia. La serie constituye en los más prestigiosos torneos en el tenis masculino después de los 4 Torneos de Grand Slam y el ATP World Tour Finals.
| Semana del            | Torneo       | También conocido como          | Superficie    | Campeón                              | Finalista                            | Resultado           |
| --------------------- | ------------ | ------------------------------ | ------------- | ------------------------------------ | ------------------------------------ | ------------------- |
| Individuales          |              |                                |               |                                      |                                      |                     |
| 6 de marzo            | Indian Wells | BNP Paribas Open               | Dura          | Roger Federer                        | Stan Wawrinka                        | 6-4, 7-5            |
| 20 de marzo           | Miami        | Sony Open Tennis               | Dura          | Roger Federer                        | Rafael Nadal                         | 6-3, 6-4            |
| 17 de abril           | Monte Carlo  | Monte Carlo Rolex Masters      | Tierra batida | Rafael Nadal                         | Albert Ramos                         | 6-1, 6-3            |
| 8 de mayo             | Madrid       | Mutua Madrid Open              | Tierra batida | Rafael Nadal                         | Dominic Thiem                        | 7-6(8), 6-4         |
| 15 de mayo            | Roma         | Internazionali BNL d'Italia    | Tierra batida | Alexander Zverev                     | Novak Djokovic                       | 6-4, 6-3            |
| 7 de agosto           | Montreal     | Rogers Cup                     | Dura          | Alexander Zverev                     | Roger Federer                        | 6-3, 6-4            |
| 14 de agosto          | Cincinnati   | Western & Southern Open        | Dura          | Grigor Dimitrov                      | Nick Kyrgios                         | 6-3, 7-5            |
| 9 de octubre          | Shanghái     | Shanghai Rolex Masters         | Dura          | Roger Federer                        | Rafael Nadal                         | 6-4, 6-3            |
| 30 de octubre         | París        | BNP Paribas Masters            | Dura (i)      | Jack Sock                            | Filip Krajinović                     | 5-7, 6-4, 6-1       |
| ATP World Tour Finals |              |                                |               |                                      |                                      |                     |
| 13 de noviembre       | Londres      | Barclays ATP World Tour Finals | Dura (i)      | Grigor Dimitrov                      | David Goffin                         | 7-5, 4-6, 6-3       |
| Dobles                |              |                                |               |                                      |                                      |                     |
| Semana del            | Torneo       | También conocido como          | Superficie    | Campeones                            | Finalistas                           | Resultado           |
| 6 de marzo            | Indian Wells | BNP Paribas Open               | Dura          | Raven Klaasen Rajeev Ram             | Łukasz Kubot Marcelo Melo            | 6-7(1), 6-4, [10-8] |
| 20 de marzo           | Miami        | Sony Open Tennis               | Dura          | Łukasz Kubot Marcelo Melo            | Nicholas Monroe Jack Sock            | 7-5, 6-3            |
| 17 de abril           | Monte Carlo  | Monte Carlo Rolex Masters      | Tierra batida | Rohan Bopanna Pablo Cuevas           | Feliciano López Marc López           | 6-3, 3-6, [10-4]    |
| 8 de mayo             | Madrid       | Mutua Madrid Open              | Tierra batida | Łukasz Kubot Marcelo Melo            | Nicolas Mahut Édouard Roger-Vasselin | 7-5, 6-3            |
| 15 de mayo            | Roma         | Internazionali BNL d'Italia    | Tierra batida | Pierre-Hugues Herbert Nicolas Mahut  | Ivan Dodig Marcel Granollers         | 4-6, 6-4, [10-3]    |
| 7 de agosto           | Montreal     | Rogers Cup                     | Dura          | Pierre-Hugues Herbert Nicolas Mahut  | Rohan Bopanna Ivan Dodig             | 6-4, 3-6, [10-6]    |
| 14 de agosto          | Cincinnati   | Western & Southern Open        | Dura          | Nicolas Mahut Édouard Roger-Vasselin | Jamie Murray Bruno Soares            | 7-6(6), 6-4         |
| 9 de octubre          | Shanghái     | Shanghai Rolex Masters         | Dura          | Henri Kontinen John Peers            | Łukasz Kubot Marcelo Melo            | 6-4, 6-2            |
| 30 de octubre         | París        | BNP Paribas Masters            | Dura (i)      | Łukasz Kubot Marcelo Melo            | Ivan Dodig Marcel Granollers         | 7-6(3), 3-6, [10-6] |
| ATP World Tour Finals |              |                                |               |                                      |                                      |                     |
| 13 de noviembre       | Londres      | Barclays ATP World Tour Finals | Dura (i)      | Henri Kontinen John Peers            | Łukasz Kubot Marcelo Melo            | 6-4, 6-2            |

### ATP World Tour 500
El ATP World Tour 500 fue un conjunto de 13 torneos de tenis que forman parte del tour de la Asociación de Tenistas Profesionales (ATP), celebrados anualmente a través de todo el año en Europa, Norte América y Asia. La serie constituye en los más prestigiosos torneos en el tenis masculino después de los 4 Torneos de Grand Slam, el ATP World Tour Finals y el ATP World Tour Masters 1000.
| Semana del    | Torneo         | También conocido como                | Superficie    | Campeón                            | Finalista                               | Resultado              |
| ------------- | -------------- | ------------------------------------ | ------------- | ---------------------------------- | --------------------------------------- | ---------------------- |
| Individuales  |                |                                      |               |                                    |                                         |                        |
| 13 de febrero | Róterdam       | ABN AMRO World Tennis Tournament     | Dura (i)      | Jo-Wilfried Tsonga                 | David Goffin                            | 4-6, 6-4, 6-1          |
| 20 de febrero | Río de Janeiro | Rio Open 500                         | Tierra batida | Dominic Thiem                      | Pablo Carreño Busta                     | 7-5, 6-4               |
| 27 de febrero | Dubái          | Dubai Duty Free Tennis Championships | Dura          | Andy Murray                        | Fernando Verdasco                       | 6-3, 6-2               |
| 27 de febrero | Acapulco       | Abierto Mexicano Telcel              | Dura          | Sam Querrey                        | Rafael Nadal                            | 6-3, 7-6(3)            |
| 24 de abril   | Barcelona      | Barcelona Open BancSabadell          | Tierra batida | Rafael Nadal                       | Dominic Thiem                           | 6-4, 6-1               |
| 19 de junio   | Halle          | Gerry Weber Open                     | Césped        | Roger Federer                      | Alexander Zverev                        | 6-1, 6-3               |
| 19 de junio   | Quenn's        | Aegon Championships                  | Césped        | Feliciano López                    | Marin Čilić                             | 4-6, 7-6(2), 7-6(8)    |
| 24 de julio   | Hamburgo       | Bet-At-Home Open                     | Tierra batida | Leonardo Mayer                     | Florian Mayer                           | 6-4, 4-6, 6-3          |
| 31 de julio   | Washington     | Citi Open                            | Dura          | Alexander Zverev                   | Kevin Anderson                          | 6-4, 6-4               |
| 2 de octubre  | Pekín          | China Open                           | Dura          | Rafael Nadal                       | Nick Kyrgios                            | 6-2, 6-1               |
| 2 de octubre  | Tokio          | Rakuten Japan Open                   | Dura          | David Goffin                       | Adrian Mannarino                        | 6-3, 7-5               |
| 23 de octubre | Basilea        | Swiss Indoors                        | Dura (i)      | Roger Federer                      | Juan Martín del Potro                   | 6-7(5), 6-4, 6-3       |
| 23 de octubre | Viena          | Erste bank open                      | Dura (i)      | Lucas Pouille                      | Jo-Wilfried Tsonga                      | 6-1, 6-4               |
| Dobles        |                |                                      |               |                                    |                                         |                        |
| Semana del    | Torneo         | También conocido como                | Superficie    | Campeones                          | Finalistas                              | Resultado              |
| 13 de febrero | Róterdam       | ABN AMRO World Tennis Tournament     | Dura (i)      | Ivan Dodig Marcel Granollers       | Wesley Koolhof Matwé Middelkoop         | 7-6(5), 6-3            |
| 20 de febrero | Río de Janeiro | Rio Open 500                         | Tierra batida | Julien Benneteau Nicolas Mahut     | Robin Haase Dominic Inglot              | 6-4, 6-7(9), [10-5]    |
| 27 de febrero | Dubái          | Dubai Duty Free Tennis Championships | Dura          | Jean-Julien Rojer Horia Tecău      | Rohan Bopanna Marcin Matkowski          | 4-6, 6-3, [10-3]       |
| 27 de febrero | Acapulco       | Abierto Mexicano Telcel              | Dura          | Jamie Murray Bruno Soares          | John Isner Feliciano López              | 6-3, 6-3               |
| 24 de abril   | Barcelona      | Barcelona Open BancSabadell          | Tierra batida | Florin Mergea Aisam-ul-Haq Qureshi | Philipp Petzschner Alexander Peya       | 6-4, 6-3               |
| 19 de junio   | Halle          | Gerry Weber Open                     | Césped        | Łukasz Kubot Marcelo Melo          | Alexander Zverev Mischa Zverev          | 5-7, 6-3, [10-8]       |
| 19 de junio   | Quenn's        | Aegon Championships                  | Césped        | Jamie Murray Bruno Soares          | Julien Benneteau Édouard Roger-Vasselin | 6-2, 6-3               |
| 24 de julio   | Hamburgo       | Bet-At-Home Open                     | Tierra batida | Ivan Dodig Mate Pavić              | Pablo Cuevas Marc López                 | 6-3, 6-4               |
| 31 de julio   | Washington     | Citi Open                            | Dura          | Henri Kontinen John Peers          | Łukasz Kubot Marcelo Melo               | 7-6(5), 6-4            |
| 2 de octubre  | Pekín          | China Open                           | Dura          | Henri Kontinen John Peers          | John Isner Jack Sock                    | 6-3, 3-6, [10-7]       |
| 2 de octubre  | Tokio          | Rakuten Japan Open                   | Dura          | Ben McLachlan Yasutaka Uchiyama    | Jamie Murray Bruno Soares               | 6-4, 7-6(1)            |
| 23 de octubre | Viena          | Erste Bank Open                      | Dura (i)      | Rohan Bopanna Pablo Cuevas         | Marcelo Demoliner Sam Querrey           | 7-6(7), 6-7(4), [11-9] |
| 23 de octubre | Basilea        | Swiss Indoors                        | Dura (i)      | Ivan Dodig Marcel Granollers       | Fabrice Martin Édouard Roger-Vasselin   | 7-5, 7-6(6)            |

## WTA Tour
|  |

La WTA Tour 2017 fue la élite mundial del tenis femenino profesional organizado por la Women's Tennis Association (WTA) para la temporada 2017. El calendario de la WTA Tour 2017 comprende los 4 Torneos de Grand Slam (supervisados por la Federación Internacional de Tenis (ITF)), los Torneos WTA Premier (comprendidos por WTA Premier Mandatory, WTA Premier 5, y los Premier normales), los Torneos WTA International, la Copa Fed (organizada por la ITF) y los campeonatos de fin de Año (el WTA Tour Championships y el WTA Tournament of Champions).

### Torneos WTA Premier
Los Torneos WTA Premier están divididos en tres grupos muy diferenciados, los cuales son:

#### WTA Premier Mandatory
Es el grupo más importante de la categoría de los torneos Premier, especialmente porque estos son obligatorios para todas las jugadoras dentro del Top 30, además de que reparten la mayor cantidad de puntos (1000 para la campeona), además de que son los que reparten mayor dinero en la categoría de los Premiers y por ser los más importantes solo por detrás de los 4 Torneos de Grand Slam y el WTA Finals.
| Semana del    | Torneo       | También conocido como        | Superficie    | Campeona                      | Finalista                         | Resultado        |
| ------------- | ------------ | ---------------------------- | ------------- | ----------------------------- | --------------------------------- | ---------------- |
| Individuales  |              |                              |               |                               |                                   |                  |
| 6 de marzo    | Indian Wells | BNP Paribas Open             | Dura          | Yelena Vesnina                | Svetlana Kuznetsova               | 6-7(6), 7-5, 6-4 |
| 20 de marzo   | Miami        | Miami Open presented by Itaú | Dura          | Johanna Konta                 | Caroline Wozniacki                | 6-4, 6-3         |
| 8 de mayo     | Madrid       | Mutua Madrid Open            | Tierra batida | Simona Halep                  | Kristina Mladenovic               | 7-5, 6-7(5), 6-2 |
| 2 de octubre  | Pekín        | China Open                   | Dura          | Caroline Garcia               | Simona Halep                      | 6-4, 7-6(3)      |
| WTA Finals    |              |                              |               |                               |                                   |                  |
| 23 de octubre | Singapur     | WTA Finals                   | Dura (i)      | Caroline Wozniacki            | Venus Williams                    | 6-4, 6-4         |
| Dobles        |              |                              |               |                               |                                   |                  |
| Semana del    | Torneo       | También conocido como        | Superficie    | Campeonas                     | Finalistas                        | Resultado        |
| 6 de marzo    | Indian Wells | BNP Paribas Open             | Dura          | Yung-Jan Chan Martina Hingis  | Lucie Hradecká Kateřina Siniaková | 7-6(4), 6-2      |
| 20 de marzo   | Miami        | Sony Open Tennis             | Dura          | Gabriela Dabrowski Xu Yifan   | Sania Mirza Barbora Strýcová      | 6-4, 6-3         |
| 8 de mayo     | Madrid       | Mutua Madrid Open            | Tierra batida | Yung-Jan Chan Martina Hingis  | Tímea Babos Andrea Hlaváčková     | 6-4, 6-3         |
| 2 de octubre  | Pekín        | China Open                   | Dura          | Yung-Jan Chan Martina Hingis  | Tímea Babos Andrea Hlaváčková     | 6-1, 6-4         |
| WTA Finals    |              |                              |               |                               |                                   |                  |
| 23 de octubre | Singapur     | WTA Finals                   | Dura (i)      | Tímea Babos Andrea Hlaváčková | Kiki Bertens Johanna Larsson      | 4-6, 6-4, [10-5] |

#### WTA Premier 5
Es un conjunto de torneos que pertenecen a la Sección de los Premiers, en total son 5 que se distribuyen durante todo el año reparten gran cantidad de puntos (900 para la campeona) y premios en efectivo, estos se disputan entre Europa, Norte América y Asia y son de los Torneos más importantes del año solo por detrás de los 4 Torneos de Grand Slam, el WTA Tour Championships y los Torneos WTA Premier Mandatory.
| Semana del       | Torneo     | También conocido como                | Superficie    | Campeona                           | Finalista                          | Resultado           |
| ---------------- | ---------- | ------------------------------------ | ------------- | ---------------------------------- | ---------------------------------- | ------------------- |
| Individuales     |            |                                      |               |                                    |                                    |                     |
| 20 de febrero    | Dubái      | Dubai Duty Free Tennis Championships | Dura          | Elina Svitolina                    | Caroline Wozniacki                 | 6-4, 6-2            |
| 15 de mayo       | Roma       | Internazionali BNL d'Italia          | Tierra batida | Elina Svitolina                    | Simona Halep                       | 4-6, 7-5, 6-1       |
| 7 de agosto      | Toronto    | Rogers Cup                           | Dura          | Elina Svitolina                    | Caroline Wozniacki                 | 6-4, 6-0            |
| 14 de agosto     | Cincinnati | Western & Southern Open              | Dura          | Garbiñe Muguruza                   | Simona Halep                       | 6-1, 6-0            |
| 25 de septiembre | Wuhan      | Wuhan Tennis Open                    | Dura          | Caroline Garcia                    | Ashleigh Barty                     | 6-7(3), 7-6(4), 6-2 |
| Dobles           |            |                                      |               |                                    |                                    |                     |
| Semana del       | Torneo     | También conocido como                | Superficie    | Campeonas                          | Finalistas                         | Resultado           |
| 20 de febrero    | Dubái      | Dubai Duty Free Tennis Championships | Dura          | Yekaterina Makarova Yelena Vesnina | Andrea Hlaváčková Shuai Peng       | 6-2, 4-6, [10-7]    |
| 15 de mayo       | Roma       | Internazionali BNL d'Italia          | Tierra batida | Yung-Jan Chan Martina Hingis       | Yekaterina Makarova Yelena Vesnina | 7-5, 7-6(4)         |
| 7 de agosto      | Toronto    | Rogers Cup                           | Dura          | Yekaterina Makarova Yelena Vesnina | Anna-Lena Grönefeld Květa Peschke  | 6-0, 6-4            |
| 14 de agosto     | Cincinnati | Western & Southern Open              | Dura          | Yung-Jan Chan Martina Hingis       | Su-Wei Hsieh Monica Niculescu      | 4-6, 6-4, [10-7]    |
| 25 de septiembre | Wuhan      | Wuhan Tennis Open                    | Dura          | Yung-Jan Chan Martina Hingis       | Shuko Aoyama Yang Zhaoxuan         | 7-6(5), 3-6, [10-4] |

#### WTA Premier
Son los últimos torneos de la categoría Premier. Son mucho más modestos en lo que se refiere a distribución de puntos y de premios en efectivo en comparación con los WTA Premier Mandatory y los WTA Premier 5, pero sin embargo son los que más abundan en el circuito de la WTA con 12 torneos a celebrarse en el 2017, solo superados en número por los Torneos WTA International pero con mejor distribución de puntos que estos (470 para la camepeona), siendo muchos de ellos ya muy clásicos en el circuito de la WTA.
| Semana del       | Torneo          | También conocido como        | Superficie        | Campeona                              | Finalista                          | Resultado        |
| ---------------- | --------------- | ---------------------------- | ----------------- | ------------------------------------- | ---------------------------------- | ---------------- |
| Individuales     |                 |                              |                   |                                       |                                    |                  |
| 2 de enero       | Bisbane         | Brisbane International       | Dura              | Karolína Plíšková                     | Alizé Cornet                       | 6-0, 6-3         |
| 9 de enero       | Sídney          | Apia International Sydney    | Dura              | Johanna Konta                         | Agnieszka Radwańska                | 6-4, 6-2         |
| 30 de enero      | San Petersburgo | St. Petersburg Ladies Trophy | Dura (i)          | Kristina Mladenovic                   | Yulia Putintseva                   | 6-2, 6-7(3), 6-4 |
| 13 de febrero    | Catar           | Qatar Total Open             | Dura              | Karolína Plíšková                     | Caroline Wozniacki                 | 6-3, 6-4         |
| 3 de abril       | Charleston      | Family Circle Cup            | Tierra batida (v) | Daria Kasátkina                       | Jeļena Ostapenko                   | 6-3, 6-1         |
| 24 de abril      | Stuttgart       | Porsche Tennis Grand Prix    | Tierra batida (i) | Laura Siegemund                       | Kristina Mladenovic                | 6-1, 2-6, 7-6(5) |
| 19 de junio      | Birmingham      | AEGON Classic                | Césped            | Petra Kvitová                         | Ashleigh Barty                     | 4-6, 6-3, 6-2    |
| 26 de junio      | Eastbourne      | AEGON International          | Césped            | Karolína Plíšková                     | Caroline Wozniacki                 | 6-4, 6-4         |
| 31 de julio      | Stanford        | Bank of the West Classic     | Dura              | Madison Keys                          | Coco Vandeweghe                    | 7-6(4), 6-4      |
| 21 de agosto     | New Haven       | Connecticut Open             | Dura              | Daria Gavrilova                       | Dominika Cibulková                 | 4-6, 6-3, 6-4    |
| 18 de septiembre | Tokio           | Toray Pan Pacific Open       | Dura              | Caroline Wozniacki                    | Anastasiya Pavliuchenkova          | 6-0, 7-5         |
| 16 de octubre    | Moscú           | Kremlin Cup                  | Dura (i)          | Julia Goerges                         | Daria Kasátkina                    | 6-1, 6-2         |
| Dobles           |                 |                              |                   |                                       |                                    |                  |
| Semana del       | Torneo          | También conocido como        | Superficie        | Campeonas                             | Finalistas                         | Resultado        |
| 2 de enero       | Bisbane         | Brisbane International       | Dura              | Bethanie Mattek-Sands Sania Mirza     | Yekaterina Makarova Yelena Vesnina | 6-2, 6-3         |
| 9 de enero       | Sídney          | Apia International Sydney    | Dura              | Tímea Babos Anastasiya Pavliuchenkova | Sania Mirza Barbora Strýcová       | 6-4, 6-4         |
| 30 de enero      | San Petersburgo | St. Petersburg Ladies Trophy | Dura (i)          | Jeļena Ostapenko Alicja Rosolska      | Darija Jurak Xenia Knoll           | 3-6, 6-2, [10-5] |
| 13 de febrero    | Catar           | Qatar Total Open             | Dura              | Abigail Spears Katarina Srebotnik     | Olga Savchuk Yaroslava Shvédova    | 6-3, 7-6(7)      |
| 3 de abril       | Charleston      | Family Circle Cup            | Tierra batida (v) | Bethanie Mattek-Sands Lucie Šafářová  | Lucie Hradecká Kateřina Siniaková  | 6-1, 4-6, [10-7] |
| 24 de abril      | Stuttgart       | Porsche Tennis Grand Prix    | Tierra batida (i) | Raquel Atawo Jeļena Ostapenko         | Abigail Spears Katarina Srebotnik  | 6-4, 6-4         |
| 19 de junio      | Birmingham      | AEGON Classic                | Césped            | Ashleigh Barty Casey Dellacqua        | Hao-Ching Chan Shuai Zhang         | 6-1, 2-6, [10-8] |
| 26 de junio      | Eastbourne      | AEGON International          | Césped            | Yung-Jan Chan Martina Hingis          | Ashleigh Barty Casey Dellacqua     | 6-3, 7-5         |
| 31 de julio      | Stanford        | Bank of the West Classic     | Dura              | Abigail Spears Coco Vandeweghe        | Alizé Cornet Alicja Rosolska       | 6-2, 6-3         |
| 21 de agosto     | New Haven       | Connecticut Open             | Dura              | Gabriela Dabrowski Xu Yifan           | Ashleigh Barty Casey Dellacqua     | 3-6, 6-3, [10-8] |
| 18 de septiembre | Tokio           | Toray Pan Pacific Open       | Dura              | Andreja Klepač María José Martínez    | Daria Gavrilova Daria Kasátkina    | 6-3, 6-2         |
| 16 de octubre    | Moscú           | Kremlin Cup                  | Dura (i)          | Tímea Babos Andrea Hlaváčková         | Nicole Melichar Anna Smith         | 6-2, 3-6, [10-3] |

### Torneos WTA International
Los Torneos WTA International es un conjunto de 32 torneos de Tenis son los de menor rango tanto en puntos (280 para la ganadora) y en Premios en efectivo, son 32 de ellos y pertenece a este ámbito el WTA Elite Trophy.

## Torneos de Grand Slam

### Abierto de Australia
| Categoría            | Campeones                            | Finalistas                   | Resultado en la Final   |
| Individual Masculino | Roger Federer                        | Rafael Nadal                 | 6-4, 3-6, 6-1, 3-6, 6-3 |
| Individual Femenino  | Serena Williams                      | Venus Williams               | 6-4, 6-4                |
| Dobles Masculino     | Henri Kontinen John Peers            | Bob Bryan Mike Bryan         | 7-5, 7-5                |
| Dobles Femenino      | Bethanie Mattek-Sands Lucie Šafářová | Andrea Hlaváčková Shuai Peng | 6-7(4-7), 6-3, 6-3      |
| Dobles Mixtos        | Abigail Spears Juan Sebastián Cabal  | Sania Mirza Ivan Dodig       | 6-2, 6-4                |

### Roland Garros
| Categoría            | Campeones                            | Finalistas                       | Resultado en la Final |
| Individual Masculino | Rafael Nadal                         | Stan Wawrinka                    | 6-2, 6-3, 6-1         |
| Individual Femenino  | Jeļena Ostapenko                     | Simona Halep                     | 4-6, 6-4, 6-3         |
| Dobles Masculino     | Ryan Harrison Michael Venus          | Santiago González Donald Young   | 7-6(5), 6-7(4), 6-3   |
| Dobles Femenino      | Bethanie Mattek-Sands Lucie Šafářová | Ashleigh Barty Casey Dellacqua   | 6-2, 6-1              |
| Dobles Mixtos        | Gabriela Dabrowski Rohan Bopanna     | Anna-Lena Grönefeld Robert Farah | 2-6, 6-2 [12-10]      |

### Wimbledon
| Categoría            | Campeones                          | Finalistas                      | Resultado en la Final        |
| Individual Masculino | Roger Federer                      | Marin Čilić                     | 6-3, 6-1, 6-4                |
| Individual Femenino  | Garbiñe Muguruza                   | Venus Williams                  | 7-5, 6-0                     |
| Dobles Masculino     | Łukasz Kubot Marcelo Melo          | Oliver Marach Mate Pavić        | 5-7, 7-5, 7-6(2), 3-6, 13-11 |
| Dobles Femenino      | Yekaterina Makarova Yelena Vesnina | Hao-Ching Chan Monica Niculescu | 6-0, 6-0                     |
| Dobles Mixtos        | Martina Hingis Jamie Murray        | Heather Watson Henri Kontinen   | 6-4, 6-4                     |

### Abierto de los Estados Unidos
| Categoría            | Campeones                     | Finalistas                        | Resultado en la Final |
| Individual Masculino | Rafael Nadal                  | Kevin Anderson                    | 6-3, 6-3, 6-4         |
| Individual Femenino  | Sloane Stephens               | Madison Keys                      | 6-3, 6-0              |
| Dobles Masculino     | Jean-Julien Rojer Horia Tecău | Feliciano López Marc López        | 6-4, 6-3              |
| Dobles Femenino      | Yung-Jan Chan Martina Hingis  | Lucie Hradecká Kateřina Siniaková | 6-3, 6-2              |
| Dobles Mixtos        | Martina Hingis Jamie Murray   | Hao-Ching Chan Michael Venus      | 6-1, 4-6, [10-8]      |

## Eventos por Equipos

### Copa Hopman
La Copa Hopman XXVIII (también conocida como la Hyundai Hopman Cup por propósito de marketing) fue la edición N.º 28 de la Copa Hopman, torneo mixto de naciones representadas por un varón y una dama que se iniciara el 2 de enero de 2016 en el Perth Arena en Perth, Australia. Ocho equipos compitieron por el título, con dos grupos de 4 integrantes, en donde por Round-Robin pasarían a la final los líderes de cada grupo. Australia, es el campeón defensor.
- Kristina Mladenovic / Richard Gasquet vencieron a  Coco Vandeweghe / Jack Sock por 2-1

### Laver Cup
La Laver Cup fue la edición N.º 1, fue un torneo por equipos se jugó el 22 de septiembre del 2017 en el O2 Arena en Praga, República Checa. Dos equipos compitieron por el título, con dos grupos de 6 integrantes, cada jornada constaba de 3 partidos de individuales y uno de dobles.
| Europa                                                                              | Resultados | Resto del mundo                                                               |
| Rafael Nadal Roger Federer Alexander Zverev Marin Čilić Dominic Thiem Tomáš Berdych | 15-9       | Sam Querrey John Isner Nick Kyrgios Jack Sock Denis Shapovalov Frances Tiafoe |

### Copa Davis
la Copa Davis 2017 (también conocida como 2017 Davis Cup by BNP Paribas por razones de marketing) es la edición N.º 106 del Torneo por equipos nacionales masculinos de tenis más importante del mundo.
|  | Octavos de final | Octavos de final | Octavos de final |                |           | Cuartos de final | Cuartos de final | Cuartos de final |   |   | Semifinales         | Semifinales         | Semifinales         |   |  | Final              | Final              | Final              |  |
|  | 3-5 de febrero   | 3-5 de febrero   | 3-5 de febrero   |                |           | 7-9 de abril     | 7-9 de abril     | 7-9 de abril     |   |   | 15-17 de septiembre | 15-17 de septiembre | 15-17 de septiembre |   |  | 24-26 de noviembre | 24-26 de noviembre | 24-26 de noviembre |  |
|  |                  |                  |                  |                |           |                  |                  |                  |   |   |                     |                     |                     |   |  |                    |                    |                    |  |
|  |                  |                  |                  |                |           |                  |                  |                  |   |   |                     |                     |                     |   |  |                    |                    |                    |  |
|  | 1                | Argentina        | 2                |                |           |                  |                  |                  |   |   |                     |                     |                     |   |  |                    |                    |                    |  |
|  | 1                | Argentina        | 2                |                |           |                  |                  |                  |   |   |                     |                     |                     |   |  |                    |                    |                    |  |
|  |                  | Italia           | 3                |                |           |                  |                  |                  |   |   |                     |                     |                     |   |  |                    |                    |                    |  |
|  |                  | Italia           | 3                |                | Italia    | 2                |                  |                  |   |   |                     |                     |                     |   |  |                    |                    |                    |  |
|  |                  |                  |                  |                | Italia    | 2                |                  |                  |   |   |                     |                     |                     |   |  |                    |                    |                    |  |
|  |                  |                  | 7                | Bélgica        | 3         |                  |                  |                  |   |   |                     |                     |                     |   |  |                    |                    |                    |  |
|  | 7                | Bélgica          | 7                | Bélgica        | 3         | 4                |                  |                  |   |   |                     |                     |                     |   |  |                    |                    |                    |  |
|  | 7                | Bélgica          |                  |                |           |                  |                  |                  |   |   |                     |                     |                     |   |  |                    |                    |                    |  |
|  |                  | Alemania         | 1                |                |           |                  |                  |                  |   |   |                     |                     |                     |   |  |                    |                    |                    |  |
|  |                  |                  |                  |                |           |                  | 7                | Bélgica          | 3 |   |                     |                     |                     |   |  |                    |                    |                    |  |
|  |                  |                  |                  |                |           |                  |                  |                  | 3 |   |                     |                     |                     |   |  |                    |                    |                    |  |
|  |                  |                  |                  | Australia      | 2         |                  |                  |                  |   |   |                     |                     |                     |   |  |                    |                    |                    |  |
|  | 4                | República Checa  | 1                | Australia      | 2         |                  |                  |                  |   |   |                     |                     |                     |   |  |                    |                    |                    |  |
|  | 4                | República Checa  | 1                |                |           |                  |                  |                  |   |   |                     |                     |                     |   |  |                    |                    |                    |  |
|  |                  | Australia        | 4                |                |           |                  |                  |                  |   |   |                     |                     |                     |   |  |                    |                    |                    |  |
|  |                  | Australia        | 4                | Australia      | Australia | 3                |                  |                  |   |   |                     |                     |                     |   |  |                    |                    |                    |  |
|  |                  |                  |                  | Australia      | Australia | 3                |                  |                  |   |   |                     |                     |                     |   |  |                    |                    |                    |  |
|  |                  |                  | Estados Unidos   | Estados Unidos | 2         |                  |                  |                  |   |   |                     |                     |                     |   |  |                    |                    |                    |  |
|  | 5                | Suiza            | Estados Unidos   | Estados Unidos | 2         | 0                |                  |                  |   |   |                     |                     |                     |   |  |                    |                    |                    |  |
|  | 5                | Suiza            |                  |                |           |                  |                  |                  |   |   |                     |                     |                     |   |  |                    |                    |                    |  |
|  |                  | Estados Unidos   | 5                |                |           |                  |                  |                  |   |   |                     |                     |                     |   |  |                    |                    |                    |  |
|  |                  |                  |                  |                |           |                  |                  |                  |   |   |                     | 7                   | Bélgica             | 2 |  |                    |                    |                    |  |
|  |                  |                  |                  |                |           |                  |                  |                  |   |   |                     |                     |                     | 2 |  |                    |                    |                    |  |
|  |                  |                  | 6                | Francia        | 3         |                  |                  |                  |   |   |                     |                     |                     |   |  |                    |                    |                    |  |
|  |                  | Japón            | 6                | Francia        | 3         | 1                |                  |                  |   |   |                     |                     |                     |   |  |                    |                    |                    |  |
|  |                  |                  |                  |                |           | 1                |                  |                  |   |   |                     |                     |                     |   |  |                    |                    |                    |  |
|  | 6                | Francia          | 4                |                |           |                  |                  |                  |   |   |                     |                     |                     |   |  |                    |                    |                    |  |
|  | 6                | Francia          | 4                |                | 6         | Francia          | 4                |                  |   |   |                     |                     |                     |   |  |                    |                    |                    |  |
|  |                  |                  |                  |                | 6         | Francia          | 4                |                  |   |   |                     |                     |                     |   |  |                    |                    |                    |  |
|  |                  |                  | 3                | Gran Bretaña   | 1         |                  |                  |                  |   |   |                     |                     |                     |   |  |                    |                    |                    |  |
|  |                  | Canadá           | 3                | Gran Bretaña   | 1         | 2                |                  |                  |   |   |                     |                     |                     |   |  |                    |                    |                    |  |
|  |                  |                  |                  |                |           | 2                |                  |                  |   |   |                     |                     |                     |   |  |                    |                    |                    |  |
|  | 3                | Gran Bretaña     | 3                |                |           |                  |                  |                  |   |   |                     |                     |                     |   |  |                    |                    |                    |  |
|  | 3                | Gran Bretaña     | 3                |                |           |                  |                  |                  |   | 6 | Francia             | 3                   |                     |   |  |                    |                    |                    |  |
|  |                  |                  |                  |                |           |                  |                  |                  |   | 6 | Francia             | 3                   |                     |   |  |                    |                    |                    |  |
|  |                  |                  | 8                | Serbia         | 1         |                  |                  |                  |   |   |                     |                     |                     |   |  |                    |                    |                    |  |
|  |                  | Rusia            | 8                | Serbia         | 1         | 0                |                  |                  |   |   |                     |                     |                     |   |  |                    |                    |                    |  |
|  |                  |                  |                  |                |           | 0                |                  |                  |   |   |                     |                     |                     |   |  |                    |                    |                    |  |
|  | 8                | Serbia           | 4                |                |           |                  |                  |                  |   |   |                     |                     |                     |   |  |                    |                    |                    |  |
|  | 8                | Serbia           | 4                |                | 8         | Serbia           | 4                |                  |   |   |                     |                     |                     |   |  |                    |                    |                    |  |
|  |                  |                  |                  |                | 8         | Serbia           | 4                |                  |   |   |                     |                     |                     |   |  |                    |                    |                    |  |
|  |                  |                  |                  | España         | 1         |                  |                  |                  |   |   |                     |                     |                     |   |  |                    |                    |                    |  |
|  |                  | España           | 3                | España         | 1         |                  |                  |                  |   |   |                     |                     |                     |   |  |                    |                    |                    |  |
|  |                  |                  |                  |                |           |                  |                  |                  |   |   |                     |                     |                     |   |  |                    |                    |                    |  |
|  | 2                | Croacia          | 2                |                |           |                  |                  |                  |   |   |                     |                     |                     |   |  |                    |                    |                    |  |
|  | 2                | Croacia          | 2                |                |           |                  |                  |                  |   |   |                     |                     |                     |   |  |                    |                    |                    |  |
|  |                  |                  |                  |                |           |                  |                  |                  |   |   |                     |                     |                     |   |  |                    |                    |                    |  |

### Fed Cup
La Fed Cup 2017 (también conocida como 2017 Fed Cup by BNP Paribas por razones de marketing) fue la edición N.º 55 del Torneo por equipos Nacionales femeninos de tenis más importante del Mundo.
|  | Cuartos de final                                | Cuartos de final                          | Cuartos de final                          |                                           |                                           | Semifinales                 | Semifinales                 | Semifinales                 |                             |                             | Final                    | Final                    | Final                    |                          |                          |
|  | 11 al 12 de febrero                             | 11 al 12 de febrero                       | 11 al 12 de febrero                       |                                           |                                           | 22 al 23 de abril           | 22 al 23 de abril           | 22 al 23 de abril           |                             |                             | 11 al 12 de noviembre    | 11 al 12 de noviembre    | 11 al 12 de noviembre    |                          |                          |
|  |                                                 |                                           |                                           |                                           |                                           |                             |                             |                             |                             |                             |                          |                          |                          |                          |                          |
|  | Ostrava, República Checa, Dura (i), CZE 2-2 ESP |                                           |                                           |                                           |                                           |                             |                             |                             |                             |                             |                          |                          |                          |                          |                          |
|  | 1                                               | República Checa                           | 3                                         |                                           |                                           |                             |                             |                             |                             |                             |                          |                          |                          |                          |                          |
|  |                                                 | España                                    | 2                                         |                                           |                                           | Estados Unidos, USA 9-2 CZE | Estados Unidos, USA 9-2 CZE | Estados Unidos, USA 9-2 CZE | Estados Unidos, USA 9-2 CZE | Estados Unidos, USA 9-2 CZE |                          |                          |                          |                          |                          |
|  |                                                 |                                           |                                           |                                           | 1                                         | República Checa             | 2                           |                             |                             |                             |                          |                          |                          |                          |                          |
|  | Maui, Estados Unidos, Dura, USA 8-5 GER         | Maui, Estados Unidos, Dura, USA 8-5 GER   | Maui, Estados Unidos, Dura, USA 8-5 GER   | Maui, Estados Unidos, Dura, USA 8-5 GER   |                                           |                             | Estados Unidos              | 3                           |                             |                             |                          |                          |                          |                          |                          |
|  | 3                                               | Alemania                                  | 0                                         |                                           |                                           |                             |                             |                             |                             |                             |                          |                          |                          |                          |                          |
|  |                                                 | Estados Unidos                            | 4                                         |                                           |                                           |                             |                             |                             |                             |                             | Bielorrusia, USA 1-0 BLR | Bielorrusia, USA 1-0 BLR | Bielorrusia, USA 1-0 BLR | Bielorrusia, USA 1-0 BLR | Bielorrusia, USA 1-0 BLR |
|  |                                                 |                                           |                                           |                                           |                                           |                             |                             |                             |                             |                             |                          | Estados Unidos           | 3                        |                          |                          |
|  | Minsk, Bielorrusia, Dura (i), NED 3-0 BLR       | Minsk, Bielorrusia, Dura (i), NED 3-0 BLR | Minsk, Bielorrusia, Dura (i), NED 3-0 BLR | Minsk, Bielorrusia, Dura (i), NED 3-0 BLR | Minsk, Bielorrusia, Dura (i), NED 3-0 BLR |                             |                             |                             |                             |                             |                          | Bielorrusia              | 2                        |                          |                          |
|  |                                                 | Bielorrusia                               | 4                                         |                                           |                                           |                             |                             |                             |                             |                             |                          |                          |                          |                          |                          |
|  | 4                                               | Países Bajos                              | 1                                         |                                           |                                           | Bielorrusia, SUI 2-1 BLR    | Bielorrusia, SUI 2-1 BLR    | Bielorrusia, SUI 2-1 BLR    | Bielorrusia, SUI 2-1 BLR    | Bielorrusia, SUI 2-1 BLR    |                          |                          |                          |                          |                          |
|  |                                                 |                                           |                                           |                                           |                                           | Bielorrusia                 | 3                           |                             |                             |                             |                          |                          |                          |                          |                          |
|  | Geneva, Suiza, Dura (i), FRA 2-1 SUI            | Geneva, Suiza, Dura (i), FRA 2-1 SUI      | Geneva, Suiza, Dura (i), FRA 2-1 SUI      | Geneva, Suiza, Dura (i), FRA 2-1 SUI      |                                           |                             | Suiza                       | 2                           |                             |                             |                          |                          |                          |                          |                          |
|  |                                                 | Suiza                                     | 4                                         |                                           |                                           |                             |                             |                             |                             |                             |                          |                          |                          |                          |                          |
|  | 2                                               | Francia                                   | 1                                         |                                           |                                           |                             |                             |                             |                             |                             |                          |                          |                          |                          |                          |

### Resultado final
| Copa Hopman 2017 | Laver Cup 2017 | Fed Cup 2017   | Copa Davis 2017 |
| Francia          | Europa         | Estados Unidos | Francia         |

## Fallecimientos
- 15 de marzo - Enrique Morea, jugador y dirigente argentino.[1]
- 5 de mayo - Bernard Mitton, jugador sudafricano (n. 1954)
- 21 de julio - Peter Doohan, jugador australiano (n. 1961)
- 23 de julio - Mervyn Rose, jugador australiano (n. 1930)
- 31 de julio - Jérôme Golmard, jugador francés (n. 1943)
- 19 de noviembre
  - Jana Novotná (49), jugador checa (n. 1968).[2]
  - Pancho Segura (96), jugador y entrenador de tenis ecuatoriano (n. 1921).[3]